# Llei antitabac d'Espanya

Signe de prohibit fumar

Es coneix com a Nova llei antitabac o Llei antitabac 2011 la llei espanyola que va entrar en vigor el 2 de gener del 2011, en la qual s'estableix la prohibició de fumar en qualsevol tipus de local tancat obert al públic: bars, restaurants i discoteques lliures de fum. Aquesta prohibició també afecta els edificis constituïts en règim de propietat horitzontal (comunitats de propietaris) o vertical (un únic propietari). També està prohibit fumar en els recintes dels parcs infantils i zones de joc per a la infància. Només hi ha unes quantes excepcions, però en general es pot parlar de "prohibició total", el que iguala la legislació espanyola a les més avançades en aquesta matèria com poden ser l'estatunidenca, l'alemanya o la britànica.

## Multes
Segons la nova llei fumar on està prohibit es considera una falta lleu. Si es fa de forma aïllada, la multa serà de fins a 30 euros. Si la conducta es repeteix tres vegades, passarà a ser una falta greu, i la multa serà entre els 601 i els 100.000 euros. Els propietaris dels establiments hotelers també podran tenir multes, que es considera una falta greu: la multa va de 601 a 100.000 euros.